# Zanthoxylum atchoum
Zanthoxylum atchoum (đồng nghĩa Fagara atchoum) là một cây rừng thuộc họ Rutaceae có ở Bờ Biển Ngà's Eastern Guinean forests. Đây là loài đặc hữu của Côte d'Ivoire nơi chúng hiện đang bị đe dọa vì mất môi trường sống. Waterman assigned Z. atchoum to this combination after morphological và secondary metabolite evidence revealed that Fagara should be subsumed in Zanthoxylum.